# 青岛市精神卫生中心
青岛市精神卫生中心，也称“青岛市第七人民医院 ”是一所位于中华人民共和国山东省青岛市市北区的三级甲等医院。创建于1958年，1994年称“青岛市第七人民医院”，2000年，更现名“青岛市精神卫生中心”。2015年晋升为三级甲等医院，成为青岛市首家三级甲等专科医院。青岛市精神卫生中心目前主要进行精神疾病的疾病治疗。